# Pilmeroth
Pilmeroth ist ein Ortsteil der Ortsgemeinde Kleinich im Landkreis Bernkastel-Wittlich in Rheinland-Pfalz.

## Geographische Lage
Pilmeroth liegt mitten im Hunsrück vier Kilometer vom Hauptort Kleinich entfernt. Nächste Grund- und Mittelzentren sind Büchenbeuren, Sohren, Traben-Trarbach, Morbach, Bernkastel-Kues und Simmern. Der Flughafen Frankfurt-Hahn ist etwa 17 Kilometer vom Ort entfernt.

## Einwohnerentwicklung
| Jahr | Einwohner |
| ---- | --------- |
| 1854 | 74        |
| 1910 | 72        |
| 1925 | 75        |
| 1949 | 58        |
| 1958 | 74        |
| 2008 | 48        |
| 2010 | 39        |

- Der Anteil der evangelischen Christen lag 2008 bei 41,7 %, 1925 bei 98,7 % und 1946 bei 73 %.

## Politik

### Gemeinde Pilmeroth
Bis 1974 war Pilmeroth eine eigenständige Gemeinde. Im Rahmen der Mitte der 1960er Jahre begonnenen Verwaltungsreform in Rheinland-Pfalz wurde am 17. März 1974 aus Pilmeroth und weiteren sechs Gemeinden die heutige Ortsgemeinde Kleinich neu gebildet. Pilmeroth hatte 1974 insgesamt 52 Einwohner.

### Ehemaliges Wappen
| Wappen von Pilmeroth | Blasonierung: „In Sichelschnitt gespalten, vorn in Silber ein schwarzes Stierzeichen, hinten grün.“                                                  |
| Wappen von Pilmeroth | Wappenbegründung: Der Sichelschnitt und die grüne Farbe stehen für die Landwirtschaft. Das Tierkreiszeichen Stier ist ein Hinweis auf die Viehzucht. |

### Ortsvorsteher (ab 1974)
Der Gemeindeteil Pilmeroth ist gemäß Hauptsatzung einer von sieben Ortsbezirken der Ortsgemeinde Kleinich. Er wird politisch von einem Ortsvorsteher vertreten, während auf die Bildung eines Ortsbeirats verzichtet wurde.
Die bisherigen Ortsvorsteher:
| 1974–1979 | Hugo Endres    |
| 1979–1989 | Alois Potstawa |
| 1989–2009 | Erhard Röhrig  |
| 2009–2014 | Rita Trarbach  |
| 2014–     | Stefan Görner  |

Stefan Görner wurde in den konstituierenden Sitzungen des Gemeinderates am 17. Juni 2019 und 9. Juli 2024 für jeweils weitere fünf Jahre in seinem Amt bestätigt.